# La Lettre (film, 1946)
Pour les articles homonymes, voir La Lettre.
Pour plus de détails, voir Fiche technique et Distribution.
La Lettre (Brevet fra afdøde) est un film danois réalisé par Johan Jacobsen, sorti en 1946.

## Fiche technique
- Titre : La Lettre
- Titre original : Brevet fra afdøde
- Réalisation : Johan Jacobsen
- Scénario : Arvid Müller
- Musique : Kai Møller
- Photographie : Karl Andersson
- Production : Tage Nielsen
- Société de production : Palladium Film
- Pays :  Danemark
- Genre : Policier et drame
- Durée : 78 minutes
- Dates de sortie : 
  -  Danemark : 28 octobre 1946

## Distribution
- Eyvind Johan-Svendsen : Læge Arne Lorentzen
- Gunnar Lauring : l'architecte Poul Friis Henriksen
- Sonja Wigert : Gerd Lorentzen
- Inge Hvid-Møller : Mlle. Steen
- Axel Frische : Thorsen
- Karin Nellemose : Vibeke

## Distinctions
Le film a été présenté en sélection officielle en compétition au Festival de Cannes 1946.